# 福岡県道720号善導寺停車場耳納線
福岡県道720号善導寺停車場耳納線（ふくおかけんどう720ごう ぜんどうじていしゃじょうみのうせん）は、福岡県久留米市を通る一般県道である。

## 概要
久留米市善導寺町飯田から久留米市山本町耳納に至る。

### 路線データ
- 起点：福岡県久留米市善導寺町飯田（JR九州久大本線 善導寺駅前、福岡県道740号上高橋善導寺停車場線終点）
- 終点：福岡県久留米市山本町耳納（福岡県道151号浮羽草野久留米線交点）
- 実延長：1,033 m[1]

## 地理

### 通過する自治体
- 久留米市

### 交差する道路
| 交差する道路                      | 交差する場所 | 交差する場所 |
| --------------------------------- | ------------ | ------------ |
| 福岡県道740号上高橋善導寺停車場線 | 善導寺町飯田 | 起点         |
| 福岡県道151号浮羽草野久留米線     | 山本町耳納   | 終点         |

### 交差する鉄道
- 久大本線

### 沿線
- JR九州久大本線 善導寺駅
- 久留米市立屏水中学校
- 日田街道山辺道